# Пруцев, Егор Игоревич
Его́р И́горевич Пру́цев (род. 23 декабря 2002, Краснодар) — российский футболист, полузащитник клуба «Црвена звезда», выступающий на правах аренды за «Целе». Брат Данила Пруцева.

## Биография
Начинал заниматься футболом с четырёх лет под руководством отца Игоря Ильича Пруцева, как и старший брат Данил. Воспитанник краснодарских футбольных школ СДЮСШОР № 5 и Академии ФК «Краснодар», первые тренеры Андрей Сергеевич Пахтусов и Владимир Владимирович Узойкин. С 2016 года — игрок ФК «Академия футбола Краснодарского края» Краснодар (первая лига первенства Краснодарского края, 2017—2019). С июля 2019 года — игрок молодёжной команды «Сочи».
26 сентября 2020 года дебютировал в чемпионате России в домашнем матче против «Краснодара» (1:1) — на 78-й минуте заменил Антона Заболотного, на 90+3-й минуте был заменён на Ивана Новосельцева. В июне 2021 году отправился в аренду в клуб ФНЛ «Текстильщик» (Иваново). 16 февраля 2022 года, был арендован клубом «Нефтехимик».
11 августа 2022 года, подписал четырёхлетний контракт с клубом «Црвена звезда». В мае 2023 получил гражданство Сербии.
18 августа 2023 года перешёл в «Целе» на правах аренды. 20 августа 2023 года дебютировал за клуб в матче против «Домжале», заменив   на 67-й минуте Алёшу Матко.
14 мая 2025 года выиграл с «Целе» Кубок Словении.

## Достижения
«Црвена звезда»
- Чемпион Сербии (3): 2022/23, 2023/24, 2024/25
- Обладатель Кубка Сербии: 2022/23

«Целе»
- Чемпион Словении: 2023/24
- Обладатель Кубка Словении: 2024/25